# Zdeněk Bergman (1970)

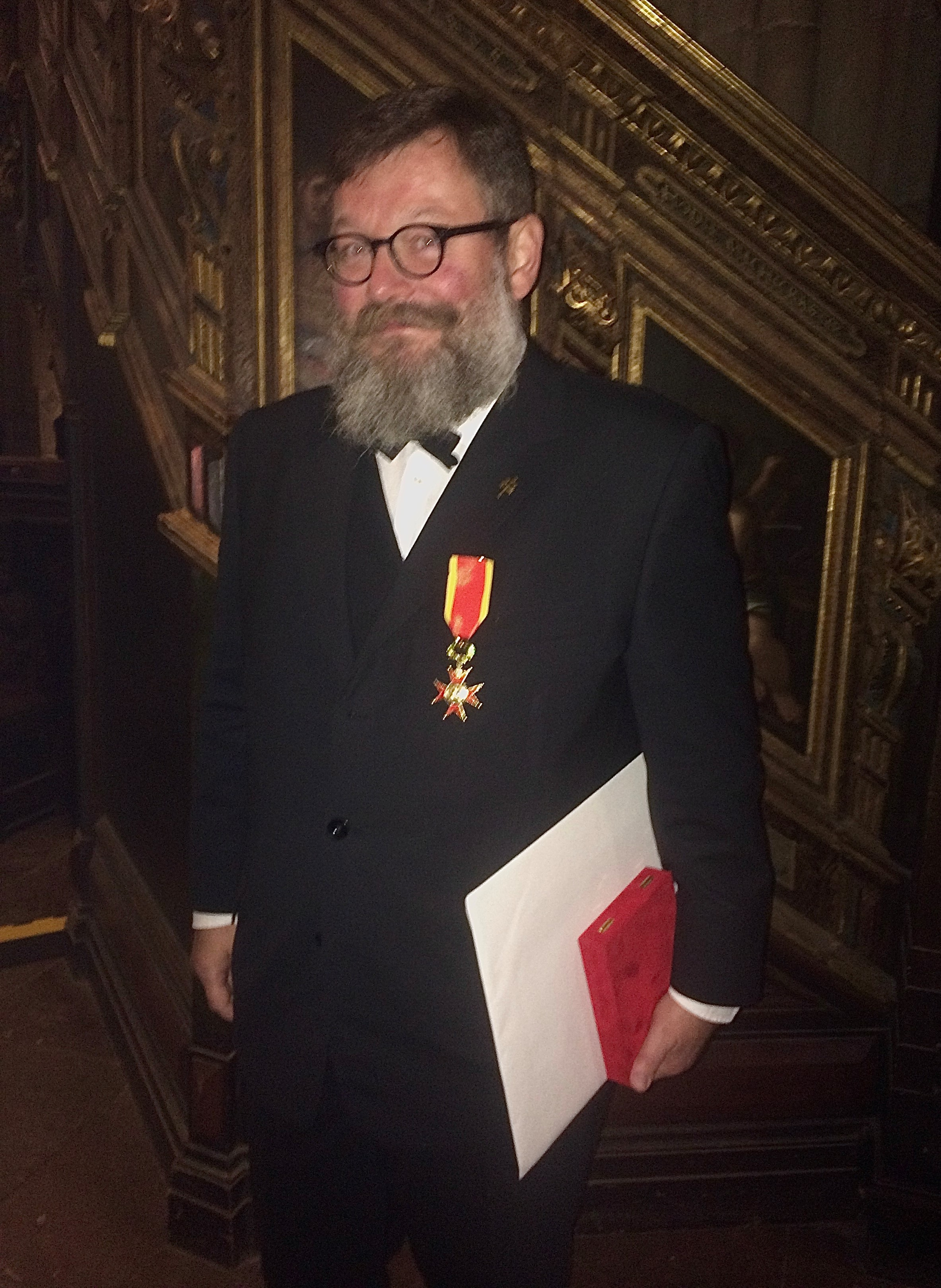
Vyznamenání Zdeňka Bergmana Papežským rytířským řádem sv. Řehoře Velikého, 27. října 2022

Zdeněk Bergman (* 20. prosince 1970 Karlovy Vary) je český podnikatel v osobní vodní dopravě a ředitel Muzea Karlova mostu.

## Život
Narodil se 20. prosince 1970 v Karlových Varech. Vztah k vodě a loďkám získal při svých dětských pobytech u Velkého rybníka u Karlových Varů, kde trávil prázdniny u svého dědečka rybáře. Dědeček ho rovněž přivedl k zájmu o pražské památky. Po základní škole odešel v roce 1984 studovat do Prahy SPŠ stavební v Dušní 17, obor Vodní stavitelství. V roce 1989 zde odmaturoval a začal studovat Stavební fakultu ČVUT obor Univerzální vodohospodář. Je otcem tří dětí.

## Podnikatelské aktivity
Od roku 1993 začal provozovat vyhlídkové plavby se dvěma čluny v pražské Čertovce. Firma se rozšířila do společnosti Pražské Benátky, zaměstnávající okolo sta lidí.
Zdeněk Bergman se stal autorem designu a projektů všech osmnácti přístavišť Pražských Benátek na řece Vltavě a Berounce. Vybudoval přístaviště pod Křižovnickým náměstím a zpřístupnil tak středověké vodní podzemí posledního oblouku Juditina mostu z roku 1169 a nultého oblouku Karlova mostu z roku 1357. Obnovil v Praze přívozy, jejichž většinu provozuje.
Je architektem většiny plavidel společnosti; celkem postavil 18 plavidel. Jsou to typy „Vltavský člun“ a „Převozní loď Naomi“, které se používají při provozu některých pražských přívozů. Dále je autorem projektu plavidla typu „Patentní člun Vodouch“ a „Převozní prám Bivoj“, používaných při plavbách okolo Karlova mostu a ve vodním kanále Čertovka. Od roku 2014 obnovil provoz Přívozu Kazín ve vyhlídkové formě pěti přístavišť. Pro tento přívoz navrhl a postavil loď Kazi. Od 1. dubna 2019 otevřel nový Přívoz Štětí.

## Dobročinné aktivity
V roce 2007 uvedl do provozu loď Hermes, která stále slouží bezdomovcům jako ubytovací a stravovací zařízení.
Dne 15. června 2007 založil a provozuje Muzeum Karlova mostu. K 650. výročí položení základního kamene této stavby. Následná oslava „Noc pražských legend“ započala o půlnoci z 8. na 9. července 2007 a vyvrcholila ve výročí magického symetrického data: 135797531, tedy v 5 hodin a 31 minut.
V roce 2009 obnovil a dodnes sponzoruje Svatojánské slavnosti NAVALIS. V roce 2010 uspořádal Svatomartinské oslavy na Karlově mostě, kdy poprvé přes Karlův most přejel svatý Martin na bílém koni zosobněný jako římský voják se svojí setninou ozbrojenců. Před ním hnalo 11 husopasek 11 hus. Vůz se sněhem stejně jako celý průvod započal na 11. pilíři, kde byla do dlažby položena poslední kostka tehdy právě ukončení I. etapy opravy Karlova mostu.
V roce 2016 uspořádal v Muzeu Karlova mostu „Vajíčkový kongres“, který definitivně prokázal existenci vajec a jejich používání při stavbě Karlova mostu.
V roce 2019 sponzoroval výrobu nové barokní osmiveslice Bissona Praga.Stal se mecenášem nového náhrobku svatého Vojtěcha v pražské katedrále a stavby Mariánského sloupu na Staroměstském náměstí.
Je předsedou Vševltavského spolku. Pořádá a sponzoruje každoročně Dny Vltavy.
Od arcibiskupa pražského Jana Graubnera převzal v Katedrále svatého Víta, Václava a Vojtěcha 27. října 2022 Papežský rytířský řád sv. Řehoře Velikého, udělovaný Svatým stolcem.